# Логор Пакрачка Пољана
Логор Пакрачка Пољана је био логор у којем су припадници хрватске специјалне полиције којом је командовао Томислав Мерчеп током рата у Хрватској држали, мучили и стрељали цивиле српске националности. Налазио се у Пакрачкој Пољани, у близини града Пакраца. Логор је био активан од новембра 1991. године до фебруара 1992. године.